# Ingeniería del software basada en búsqueda
Ingeniería del Software Basada en Búsqueda (ISBB), proviene del término originario inglés Search-Based Software Engineering (SBSE). Alude a la aplicación de técnicas de optimización ya utilizadas en otros campos de la ingeniería y de la ciencia, como algoritmos genéticos, simulated annealing o búsqueda tabú al campo de la Ingeniería del Software. El motivo para importar este tipo de metodologías es la interpretación de que la naturaleza de los problemas con los que a menudo se enfrenta la ingeniería del software cumple razonablemente con los requisitos para los que ese tipo de soluciones son aceptables, tales como problemas con muchos parámetros de decisión, con unas restricciones en contradicción e interrelacionadas y unos requisitos vagos o imprecisos donde se busca una solución óptima o casi óptima.

## Breve historia
Uno de los primeros intentos de aplicación de métodos de optimización en ingeniería del software se encuentra en un artículo de Webb Miller y Davis Spooner (1976). Xanthakis en el área de pruebas de software.  aplicó por primera vez una técnica de búsqueda en ingeniería del software en 1992. El término SBSE (ISBB) se acuñó en 2001 en un artículo de Harman y Jones.

## Áreas de aplicación
Este tipo de técnicas se han aplicado con mayor amplitud en el campo de las pruebas de software. Otros campos a los que también se ha aplicado han sido ingeniería de requisitos, diseño de software, desarrollo de software, y mantenimiento de software.